# Majengo (Monduli)
Majengo ist ein Verwaltungsbezirk (Ward) des Distrikts Monduli in der tansanischen Region Arusha.

## Geografie
Majengo liegt im Norden von Tansania, nördlich vom Manyara-See und etwa 90 Kilometer westlich der Regionshauptstadt Arusha. Der größte Fluss ist der Mto Wa Simba, der im Süden in den Mto wa Mbu mündet. Bei der Volkszählung 2022 lebten hier 9568 Menschen in 2766 Haushalten.

## Gliederung
Der Bezirk besteht aus zwei Gemeinden (Mtaa) mit elf Orten (Kitongoji):
| Majengo - Majengo A - Majengo B - Majengo C - Majengo D | Migombani - Kirurumo - Migombani Chini - Magadini - Njoro - Migombani Kati - Migombani Juu - Mlimani Park |